# Rheinstadion
El Rheinstadion fou un estadi de futbol i futbol americà de la ciutat de Düsseldorf, a Alemanya.
Va ser inaugurat l'any 1925 i va ser seu de la Copa del Món de Futbol de 1974. Fou la seu del club Fortuna Düsseldorf de 1953 a 1970 i e 1972 a 2002. També hi ha jugat el club de futbol americà Rhein Fire, de la World League of American Football (1995-2002). Fou demolit l'any 2002 i reemplaçat per l'estadi Merkur Spiel-Arena.